# محمد اوزگور
محمد اوزگور (انگلیسی: Mehmet Özgür؛ زادهٔ ۳۰ اوت ۱۹۷۰) بازیگر اهل ترکیه است. وی از سال ۱۹۹۳ میلادی تاکنون مشغول فعالیت بوده‌است.
از فیلم‌ها یا برنامه‌های تلویزیونی که وی در آن نقش داشته‌است می‌توان به حریم سلطان، چکاوک، و جنون اشاره کرد.